# Анастасиу, Рафаил
Рафаил Анастасиу (греч. Ραφαήλ Αναστασίου; 9 июня 1997) — кипрский футболист, защитник бельгийского клуба «Руселаре».

## Биография

### Клубная карьера
Воспитанник клуба АПОЭЛ. Дебютировал за основную команду 1 октября 2015 года, отыграв весь матч против пражской «Спарты» (0:2) на групповом этапе Лиги Европы УЕФА. Единственный матч за команду в чемпионате Кипра провёл 7 мая 2016 года против «Аполлона» и по итогам сезона стал чемпионом Кипра. Летом того же года перешёл на правах аренды в «Анагенниси Деринья», за который в сезоне 2016/17 сыграл 18 матчей в высшей лиге. 
После окончания аренды, Анастасиу покинул АПОЭЛ и подписал контракт с АЕК Ларнака, но практически сразу был отдан в повторную аренду в «Анагенниси Деринья», вылетевший по итогам предыдущего сезона во второй дивизион. Вернувшись из аренды, игрок провёл сезон 2018/19 в составе АЕК, но в итоге не сыграл ни одного матча. Летом 2019 года он перешёл в клуб второго дивизиона «Онисилос Сотира». В июле 2020 года подписал контракт с клубом второго дивизиона Бельгии «Руселаре».

### Карьера в сборной
Выступал за юношескую и молодёжную сборные Кипра.

## Достижения
АПОЭЛ
- Чемпион Кипра: 2015/16